# Ріхард Келемен
Ріхард Келемен (угор. Kelemen Richárd) — угорський футболіст, що грав на позиції нападника. Виступав за клуб «Ференцварош».

## Клубна кар'єра
Дебютував у складі «Ференцвароша» у 1919 році і одразу відзначився двома забитими м'ячами у воротах принципового суперника «Уйпешта» (3:0). Виступав у команді до 1926 року, але до двох найбільших успіхів клубу у цей час не причетний, адже не зіграв жодного матчу ні у переможному для команди розіграші кубка 1922 року, ні у чемпіонському сезоні 1925-26 років, протягом якого Келемен зіграв за команду лише три товариських матчі.
Загалом у складі «Ференцвароша» у 1919—1926 роках зіграв 119 матчів і забив 48 голів.
У сезоні 1926-27 провів один матч у складі клубу «Вашаш».

## Титули і досягнення
- Срібний призер Чемпіонату Угорщини: 1923–24, 1924–25
- Бронзовий призер Чемпіонату Угорщини: 1919–20, 1920–21, 1922–23